# Божевільне кохання (фільм)
«Божевільне кохання» (болг. Любовта е лудост) — болгарський короткометражний художній фільм 1917 року. Сценарист, режисер і виконавець головної ролі – Василь Гендов. Фільм був показаний у кінотеатрі «Одеон» в м. София, у вересні 1917 року. За мотивами оповідання Рене Лекруа «Неслухняний».

## Сюжет
Студент і дівчина закохані. Тітка дівчини виступає проти їхнього кохання. Вона вирішила видати її за багатого залицяльника. Студентка вирішує підступно дискредитувати обраного нею залицяльника перед тіткою.

## Акторський склад
| Роль          | Художник                |
| ------------- | ----------------------- |
| Студент       | Василь Гендов           |
| Дівчина       | Жанна Гендова           |
| Тітка Кера    | Марія Тороманова-Хмелик |
| Друг студента | Манол Кіров             |

### Знімальна команда
| Сценарій Директор Оператор | Василь Гендов                           |
| Оператор                   | Джозеф Райфлер                          |
| Розповсюджується           | Болгарська національна фільмотека© 1917 |

## Зовнішні посилання
- Любовта е лудост на сайті IMDb (англ.)
- „Любовта е лудост“. bgmovies.org.
- „Любовта е лудост“. Българската национална филмотека.